# Yvonne Bönisch
Yvonne Snir-Bönisch, née Yvonne Bönisch le 29 décembre 1980, est une judokate allemande. Elle remporta la médaille d'or en -57 kg aux Jeux olympiques de 2004 à Athènes. Elle compte également à son palmarès deux médailles d'argent mondiales et deux médailles d'argent continentales.

## Palmarès

### Jeux olympiques
- Jeux olympiques de 2004 à Athènes (Grèce) :
  -  Médaille d'or -57 kg.

### Championnats du monde
- Championnats du monde 2003 à Osaka (Japon) :
  -  Médaille d'argent en - 57 kg.
- Championnats du monde 2005 au Caire (Égypte) :
  -  Médaille d'argent en - 57 kg.

### championnats d'Europe
- Championnats d'Europe 2002 à Maribor (Slovénie) :
  -  Médaille d'argent en - 57 kg.
- Championnats d'Europe 2007 à Belgrade (Serbie) :
  -  Médaille d'argent en - 57 kg.